# グスターボ・ヒメノ
グスターボ・ヒメノ（Gustavo Gimeno、1976年 - ）は、スペインの指揮者、打楽器奏者、室内楽奏者、音楽教師。

## 人物・来歴
2001年に、ロイヤル・コンセルトヘボウ管弦楽団の首席打楽器奏者に就任した後、さらなる研鑽のためアムステルダム音楽院で指揮を学ぶ。
アムステルダム交響楽団コン・ブリオ（Amsterdams Symphonie Orkest Con Brio）の指揮者を経て、2012年より、アムステルダム管弦楽団のアーティスティック・リーダーおよび首席指揮者に就任する。
2012年-2013年シーズン、2013年-2014年シーズンと、ロイヤル・コンセルトヘボウ管弦楽団で、マリス・ヤンソンスの副指揮を務める。2013年には、クラウディオ・アバドやベルナルト・ハイティンクの副指揮も務めた。
2015年に、ルクセンブルク・フィルハーモニー管弦楽団の首席指揮者に就任した。また、同年秋にはロイヤル・コンセルトヘボウ管弦楽団の来日公演を指揮した。
2020年に、トロント交響楽団音楽監督に就任した。
これまでに、ベルリン・ドイツ交響楽団、チューリッヒ・トーンハレ管弦楽団、バーミンガム市交響楽団、モーツァルト管弦楽団、ガリシア交響楽団などを指揮している。